# Wasgausee
Wasgausee (auch Wasgau-See) war die Bezeichnung eines zwischen 1967 und 1987 betriebenen Projekts zur Anlage eines touristisch ausgerichteten Stausees am Saarbach östlich des Ortes Fischbach bei Dahn in Rheinland-Pfalz. Ein Teil der für den See vorgesehenen Flächen bildet heute das Naturschutzgebiet Königsbruch.

## Geschichte
Die Planungsgemeinschaft Westpfalz empfahl 1967 die Anlage des Wasgausees, um in der strukturschwachen Südwestpfalz Arbeitsplätze im Bereich Tourismus zu schaffen, möglicherweise auf Anregung von Helmut Kohl, damals Fraktionsvorsitzender der CDU im Landtag von Rheinland-Pfalz. Vorgesehen waren Einrichtungen für bis zu 7.500 Besucher, darunter Badestrände, Liegewiesen, Campingplätze, gastronomische Einrichtungen und Beherbergungsbetriebe sowie weitere ergänzende touristische Angebote und infrastrukturelle Einrichtungen. Nachdem 1970 eine Planungsstudie vorlag, erklärte der Kreistag des Landkreises Pirmasens seine Bereitschaft zur Teilübernahme der Kosten. 1973 gründeten der Landkreis Pirmasens, die Stadt Pirmasens und die Verbandsgemeinde Dahn den „Zweckverband Wasgausee“, der die Umsetzung des Projekts betreiben sollte. Dieser bemühte sich, die für den See benötigten Grundstück zu erwerben, wofür 1977 auch ein Flurbereinigungsverfahren eingeleitet wurde. Eine Kostenschätzung aus diesem Jahr belief sich auf 32 Millionen DM aus öffentlichen Mitteln, weitere 47 Millionen DM sollten private Investoren aufbringen. Ein Entwurf für einen Bebauungsplan wurde 1979 vorgelegt. Er ermöglichte eine detaillierte Kostenermittlung, bei der 1981 festgestellt wurde, dass allein für die Wasserversorgung und die Abwasserentsorgung der am See gelegenen Gemeinden und der touristischen Anlagen 35 Millionen DM benötigt würden; weitere Kosten sollten durch den Grunderwerb, die Erdarbeiten sowie die durch die Aufstauung erzwungene Verlegung von zwei Landesstraßen entstehen. Im Jahr zuvor war das Projekt als „Schwerpunktbereich der weiteren Fremdenverkehrsentwicklung“ in das Landesentwicklungs-Programm 1980 des Landes Rheinland-Pfalz aufgenommen worden.
Die starke Kostensteigerung führte zu Widerstand in Bevölkerung und Politik gegen den Wasgausee. Nachdem zunächst eine Verkleinerung des Projekts diskutiert wurde, forderten die nicht im Landtag von Rheinland-Pfalz vertretenen Grünen bereits 1981 den Verzicht auf das Projekt. Neben die Probleme bei der Finanzierung traten dann auch Bedenken von Seiten der Naturschutzverbände, die auf eine Erhaltung des Königsbruchs drängten. Ein 1987 veröffentlichtes, vom Ministerium für Umwelt und Gesundheit des Landes in Auftrag gegebenes Gutachten bestätigte den hohen ökologischen Wert des Gebiets, zu den hier festgestellten geschützten Arten zählten die Gemeine Keiljungfer und die Langflüglige Schwertschrecke. Nach der Veröffentlichung dieses Gutachtens wendete sich im September 1987 auch die seit wenigen Monaten in der Landesregierung vertretene FDP von dem Vorhaben ab, woraufhin das Kabinett Vogel IV im November die Aufgabe des Projektes beschloss.
Ende 1988 wurde der Königsbruch unter Naturschutz gestellt, die Flächen wurden 1989 vom Land Rheinland-Pfalz erworben. Der Zweckverband Wasgausee wurde 1994 aufgelöst. Im Gebiet des geplanten Sees wurde 2000 das Biosphärenhaus Fischbach eingeweiht, das neben der Umweltbildung auch der Förderung des Tourismus dient.